# Michael Wamithi
Michael Wamithi ist ein kenianischer Tierökologe und Leiter des staatlichen Kenya Wildlife Service.
Michael Wamithi arbeitete seit 1988 für den Service. Er war East Africa Regional Direktor des International Fund for Animal Welfare (IFAW) in Nairobi. Wamithi setzt sich für strikte Jagdtverbote von afrikanischem Großwild ein.